# Anochetus angolensis
Anochetus angolensis é uma espécie de formiga do gênero Anochetus, pertencente à subfamília Ponerinae.